# 都蘭県
都蘭県（とらん-けん、ドラーンけん、モンゴル語：ᠳᠤᠯᠠᠭᠠᠨ
ᠰᠢᠶᠠᠨ　転写：Dulaɣan siyan）は中華人民共和国青海省海西モンゴル族チベット族自治州に位置する県。ドラーンは「温かい」という意味。

## 行政区画
- 鎮
  - チャガーン・ウス・バルガス（察漢烏蘇鎮）
  - ハラグ・バルガス（夏日哈鎮）
  - 香日徳鎮
  - ジューン・バルガス（宗加鎮）
- 郷:熱水郷、香加郷、溝里郷、バローン・シャン（巴隆郷）